# هيرمان بوتينبروش
هيرمان بوتينبروش (بالإنجليزية: Hermann Bottenbruch)‏ (من مواليد 14 سبتمبر 1928) وعالم رياضيات ألماني وعالم كمبيوتر.
نشأ بوتنبروتش في مولهايم آن دير رور في ولاية شمال الراين-وستفاليا الألمانية. في عام 1947 بدأ دراسة الرياضيات في جامعة بون حيث تخرج في عام 1951. وبعد التخرج انضم إلى فريق عمل معهد الرياضيات التطبيقية في جامعة دارمشتات للتكنولوجيا (TU Darmstadt). حصل بوتنبروتش على درجة الدكتوراه هناك في عام 1957.
في العام نفسه انضم بوتنبروتش إلى مجموعة العمل الدولية لتطوير لغة برمجة جديدة. كانت هذه اللغة تهدف إلى الجمع بين الفهم الحالي للغات البرمجة في معيار واحد. كانت مجموعة العمل تضم كلا من - فريدريش باور، بوتنبروش، هاينز روتيسهاوزر، كلاوس ساميلسون، جون باكوس وتشارلز كاتز، آلان بيرليس وجوزيف هنري فيجستين - التقيا في المعهد الفدرالي السويسري للتكنولوجيا في زيورخ.
في عام 1960 وعام 1961 عمل بوتنبروتش في مختبر أوك ردج الوطني في الولايات المتحدة. بعد ذلك تولى منصبًا قياديًا في الصناعة الألمانية حيث عمل من بين أمور أخرى، كأخصائي في مجال بناء مدخنة غازات. في عام 1994 أسس شركته الخاصة والتي تدعى Primasoft GmbH، في مدينة أوبرهاوزن الألمانية، حيث قدم استشارات تقنية المعلومات وحلول قواعد البيانات.